# Miriam Soljak
Miriam Soljak   (Thames, 15 de juny de 1879 - Auckland, 28 de març de 1971) Miriam Bridelia Soljak de nom de soltera Miriam Bridelia Cummings, fou una pionera feminista neozelandesa, comunista, activista pels drets de les persones aturades i partidària de la planificació familiar.
Nascuda a Thames (Nova Zelanda), es va criar com a catòlica i estudià per a ser mestra. Del 1898 al 1912, va ensenyar en escoles nadiues, aprenent sobre la cultura maori i arribà a dominar l'idioma. El 1908, es casà amb Peter Soljak, un immigrant de Dalmàcia, que ara forma part de Croàcia però que llavors pertanyia a l'Imperi austríac. El 1919, a causa de la legislació de guerra, la desnaturalitzaren i l'obligaren a registrar-se com a estrangera enemiga, a causa del seu matrimoni. Malgrat haver-se divorciat al 1939, Soljak no va poder recuperar la nacionalitat britànica.
Com a protesta, Soljak va dirigir una campanya durant gairebé trenta anys perquè les dones tinguessen la seua pròpia nacionalitat individual a Nova Zelanda. Es va ocupar de qüestions sanitàries com ara el benestar infantil, la planificació familiar i l'anticoncepció, la mortalitat infantil i materna i l'educació sexual. Les qüestions econòmiques, com les dotacions per a les mares, les pensions per a les persones ancianes i malaltes, les indemnitzacions per atur per a les dones, així com les polítiques d'ajuda a les dones sense llar, les vídues i les dones divorciades, també foren objecte de lluita de Miriam. També recolzà les comunitats indígenes, i s'implicà en la protecció de les dones i xiquetes maoris i en el moviment independentista samoà, tot i ser pacifista. El 1946, Nova Zelanda modificà la llei de nacionalitat, i canvià la política que una dona adquiria automàticament la nacionalitat del marit en casar-se.

## Biografia
Miriam Bridelia Cummings nasqué el 15 de juny del 1879 a Thames (Nova Zelanda), filla d'Annie (de soltera Cunningham) i Matthew Cummings. Sa mare era d'origen escocés i el seu pare, fuster, era irlandés. Eren vuit filles i fills en la família i, a causa de les diferències religioses dels pares, els xiquets es criaren com a protestants i les xiquetes com a catòliques. Cummings anà a l'escola a Tàmesi i New Plymouth en secundària. El 1896, entrà en el programa d'alumnat-professorat de l'Escola Central de New Plymouth i acabà l'aprenentatge a l'Escola Kauaeranga de Tàmesi.

## Ensenyament (1898 - 1919)
El 1898, Cummings treballà a l'escola nadiua de Taumarere, a Northland. En traslladar-se a Pukaru (o Pakaru), prop de Kawakawa, va viure amb una família maori i ensenyà a l'escola nadiua. Cummings s'interessà per la cultura maori i el benestar de les comunitats maoris Ngāpuhi. Arribà a dominar l'idioma maori. El 1905 va tenir una filla, Dorothea Grace, a Auckland. Quan es traslladà a Rotorua, va treballar com a empleada domèstica en cases particulars fins al 10 de juny del 1908, quan es casà amb Peter Soljak. Ell era un immigrant dàlmata, llavors de l'Imperi austríac, que tenia poca fluïdesa en anglès, però treballà en diverses ocupacions per a mantenir la família. Havia abandonat la seua terra natal per a evitar el reclutament en l'exèrcit austríac i s'oposava fermament al domini austríac de Dalmàcia. Havia treballat com a extractor de resina kauri i, en el moment del seu matrimoni, era restaurador.
En tornar al treball docent a Pukaru el 1910, Soljak rebé atenció de guarderia per als seus fills gràcies a la seua habilitat per a treballar amb l'alumnat maori. Peter treballava a Kawakawa, construint un pont. Quan Soljak donà a llum la quarta criatura el 1912, deixà l'ensenyament i la família es traslladà a Tauranga, on Peter treballava en la construcció i el transport. Passaren dificultats econòmiques. Acabada la Primera Guerra Mundial, quan va nàixer el seu setè fill, el 1919, a Soljak li negaren un llit en la maternitat i se li va dir que era una estrangera enemiga que havia perdut la seua nacionalitat en casar-se amb un estranger. Davant l'opció de presó o registre, Soljak es registrà com a estrangera "sota protesta". L'acció també va revocar el seu dret a vot.

## El dret de les dones a la nacionalitat: inicis del seu activisme

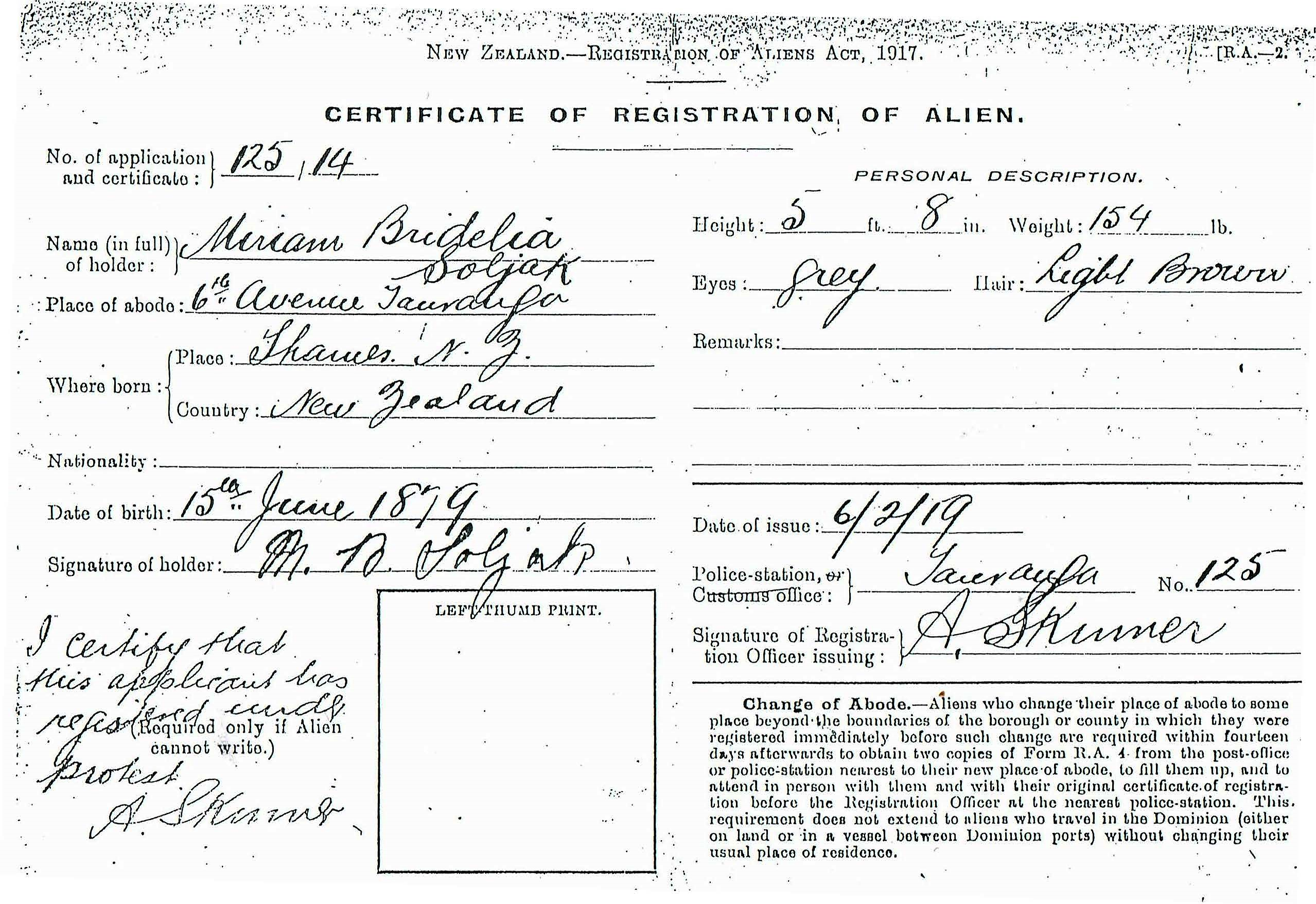
Certificat d'inscripció com a estrangera per a Soljak, 1919

La Llei d'Estrangeria neozelandesa del 1866 especificava que les dones estrangeres que es casaven amb neozelandesos adquirien automàticament la nacionalitat del marit. Només s'aplicava a les esposes de britànics. Les persones es convertien en súbdites o es naturalitzaven com a britàniques en funció de les definicions locals de cada jurisdicció sota govern britànic. No existia una definició imperial general sobre qui era súbdit britànic. Això significava que es podia ser súbdit britànic en una part de l'imperi, i no ser considerat britànic en una altra part dels dominis de Gran Bretanya. Nova Zelanda adoptà el codi comú de nacionalitat britànica el 1914, però l'aprovació se'n posposà per la guerra.
Les mesures de guerra, com l'Esmena a la Llei de Reglaments de Guerra del 1916 i la Llei de Revocació de la Naturalització i Registre d'Estrangers del 1917, abordaven els procediments de desnaturalització de les dones. Per l'esmena del 1916, les esposes dels estrangers enemics eren automàticament desnaturalitzades com a estrangeres enemigues, fins i tot havent nascut britàniques. La Llei de Revocació de la Naturalització del 1917 establia que la revocació de la nacionalitat d'un estranger enemic no afectava l'esposa ni fills menors. La Llei de Registre es limitava a exigir als estrangers que indicassen el nom i l'edat de l'esposa i fills. Una esmena a la Llei de Registre d'Estrangers del 1920 especificava que les dones casades a Nova Zelanda que perdien la nacionalitat a causa del matrimoni havien de registrar-se com a estrangeres. Malgrat aquestes disposicions contradictòries, dones com Soljak foren privades de la seua nacionalitat durant la guerra. L'experiència la feu girar-se cap a l'activisme.

## Activisme polític (1920 – 1946)
El 1920, la família es traslladà a Auckland i Soljak entrà en la Lliga Política de Dones d'Auckland, que cinc anys més tard es convertiria en la branca femenina del Partit Laborista de Nova Zelanda. Soljak va dirigir una lluita pública, juntament amb Elizabeth McCombs, contra les lleis de nacionalitat: parlà davant el Parlament i publicà articles en els diaris locals sobre la injustícia de la llei. Amb la desintegració de l'Imperi austríac, Peter optà per nacionalitzar-se amb el Regne dels Serbis, Croats i Eslovens, més tard Iugoslàvia, al 1922. El 1923, Nova Zelanda adoptà el pla de nacionalitat britànic, que especificava que les neozelandeses que es casaven amb estrangers perdien la nacionalitat. Treballant amb Emily Gibson i Peter Fraser, entre d'altres, Soljak va pressionar perquè la legislació permetés a les dones tenir una nacionalitat independent. Fraser presentà un projecte de llei el 1927, però no va reeixir. El 1928, Peter Soljak es va nacionalitzar a Nova Zelanda, i gràcies a això Miriam recuperà la nacionalitat britànica per una esmena aprovada el 1935, però només mentre fos a Nova Zelanda. Quan viatjava a l'estranger, havia d'utilitzar un passaport amb l'avís "Nascuda a Nova Zelanda, esposa d'un estranger, ara naturalitzada" i registrar-se en la policia.

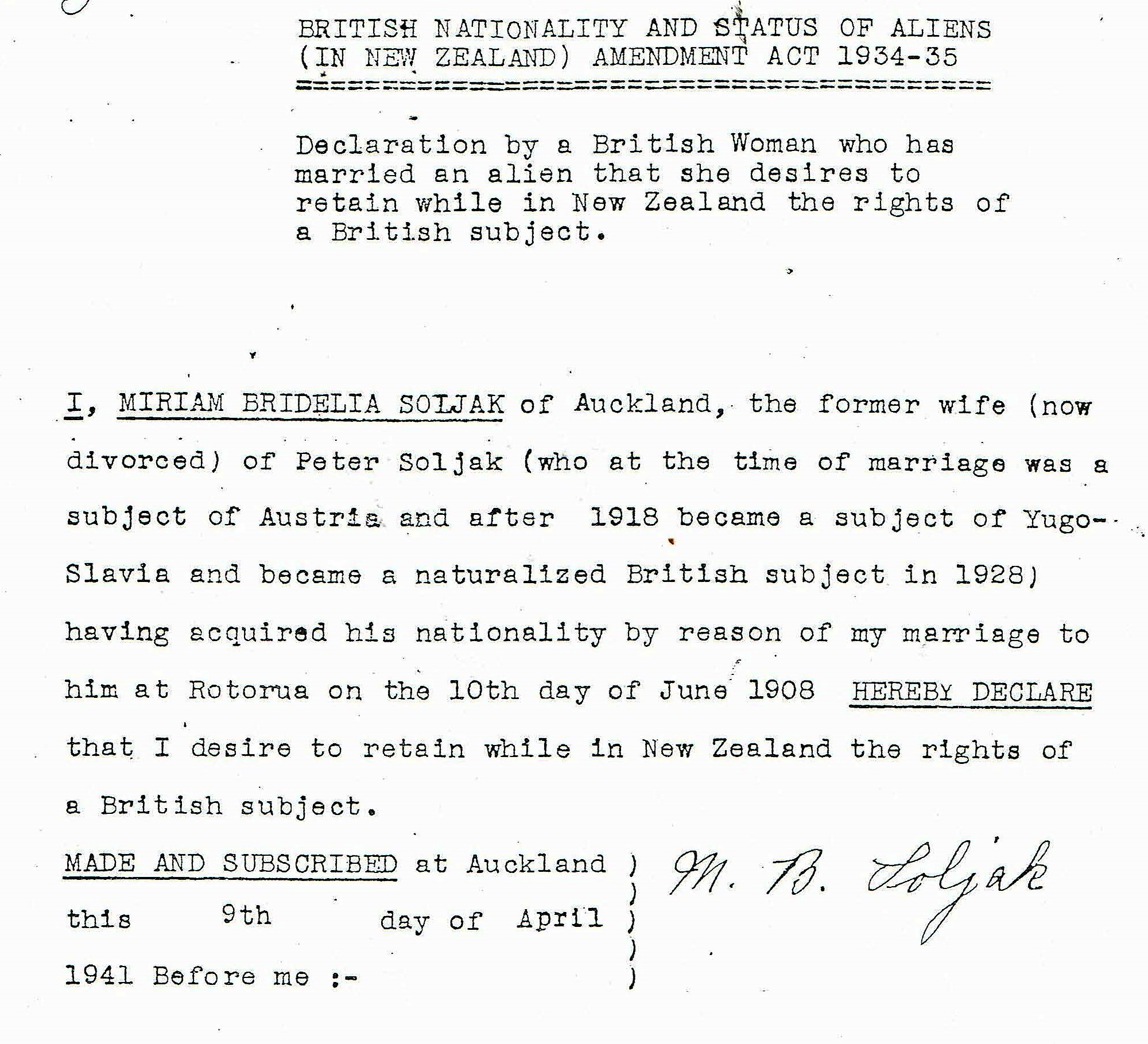
Declaració de nacionalitat britànica de Soljak, 1941

A partir de 1926, Soljak va lluitar perquè les dones rebessen prestació d'atur, ja que els polítics ignoraven la seua falta d'habitatge i la seua necessitat d'independència. El 1931, treballà en el Comité d'Emergència de Dones Desocupades d'Auckland, però dimití quan comprovà que no hi havia fons per a ajudar les dones i que les accions només consistirien a fer un registre d'aturades. Com que moltes dones maoris queien en la prostitució, Soljak pressionà perquè s'impartís formació per a combatre les seues dificultats econòmiques i l'ostracisme social que sofreixen en el lloc de treball. Va remarcar que les dones i xiquetes maoris tenen drets civils i han de poder triar el treball i no ser explotades. En una recerca realitzada pel Departament de Treball a instàncies de l'Associació Maori Akarana, va assenyalar que tenien dificultats per a guanyar prou per a mantenir-se a si mateixes i les seues famílies. Demanà que es creassen albergs per a formar les dones maoris en la cura de xiquets, el servei domèstic i la infermeria.
Soljak participà en el moviment pacifista, i advocà per l'educació sexual i contra la mortalitat maternoinfantil, pel benestar dels nadons i pels pagaments a les mares per reconéixer-ne la contribució a la nació per la criança dels fills. Treballà com a periodista independent i era una oradora molt sol·licitada, tot i el seu estil contundent i polèmic. El 1928, Soljak fou elegida presidenta de la branca femenina del Partit Laborista d'Auckland i la reelegiren per al càrrec al 1929. Els Soljak se separaren el 1929, sobretot perquè Peter no estava d'acord amb la política radical de Miriam ni amb la gent amb qui es relacionava. Ella va intentar una separació legal, però Peter es negà a acceptar-la, i li negà la pensió alimentària dels seus fills. Entre 1930 i 1931, va col·laborar amb la Lliga Internacional de Dones per la Pau i la Llibertat i dirigí una iniciativa per a ajudar les dones de Samoa. Va condemnar la supressió del moviment independentista Mau de Samoa el 1930, i estigué en desacord amb la jerarquia del Partit Laborista per aquesta qüestió. Després d'escriure un article al maig, que es va publicar al Samoa Guardian, en què protestava pels registres a les cases dels líders independentistes, fou expulsada de la branca femenina del Partit Laborista. A continuació, entrà en el Partit Comunista de Nova Zelanda i en altres organitzacions radicals.
Després que un sacerdot li aconsellàs que la reproducció de la família es podia controlar amb l'abstinència, Soljak abandonà l'Església catòlica i va fer campanya perquè les dones poguessen accedir a l'anticoncepció i la planificació familiar. Utilitzant el pseudònim Zealandia, va escriure articles per a The New Zealand Herald sobre el tema i en una conferència a Wellington el 1934 advocà pel control de natalitat. Va ajudar a fundar la Societat d'Higiene Sexual i Regulació de la Natalitat, que el 1940 s'anomenà Associació de Planificació Familiar de Nova Zelanda. El 1935, Soljak dirigia una delegació de membres del Moviment de Dones Treballadores a l'oficina del primer ministre per a exigir canvis en els Comités de Desocupació de Dones. En el manifest que presentà es demanava la dissolució dels comitès per substituir-los per oficines d'ocupació per a dones, dirigides per dones; la creació de serveis governamentals de col·locació per a dones, la concessió d'ajudes a persones ancianes, malaltes i vídues; i la revisió de les polítiques relatives a les esposes separades d'hòmens que obtenien subsidis.
Amb el patrocini de la Lliga Internacional de Dones per la Pau i la Llibertat, Soljak assistí a una conferència de dones de la Commonwealth a Londres (1936-1937), en què les ponències tractaren temes com la manca d'igualtat de drets per a les dones, la pau i les iniciatives socials, el tràfic de persones i els drets de nacionalitat i immigració de les dones. Hi presentà una ponència sobre els problemes de nacionalitat de les dones a Nova Zelanda. El 1936, Soljak rebé finalment una pensió alimentària. El 1938, ella va sol·licitar el divorci i se li va concedir un decret nisi, i el divorci finalitzà el 1939. Soljak continuava sent classificada com a estrangera, malgrat el seu naixement a Nova Zelanda i l'extinció del seu matrimoni, ja que la llei no preveia que una dona recuperàs la nacionalitat perduda en casar-se. Quan s'aprovà la Llei de Seguretat Social al 1938, escrigué un article en Women Today en què criticava el fet que, tot i que la llei donava dret a les treballadores solteres a una prestació per atur, pagava les prestacions de les dones casades als marits.

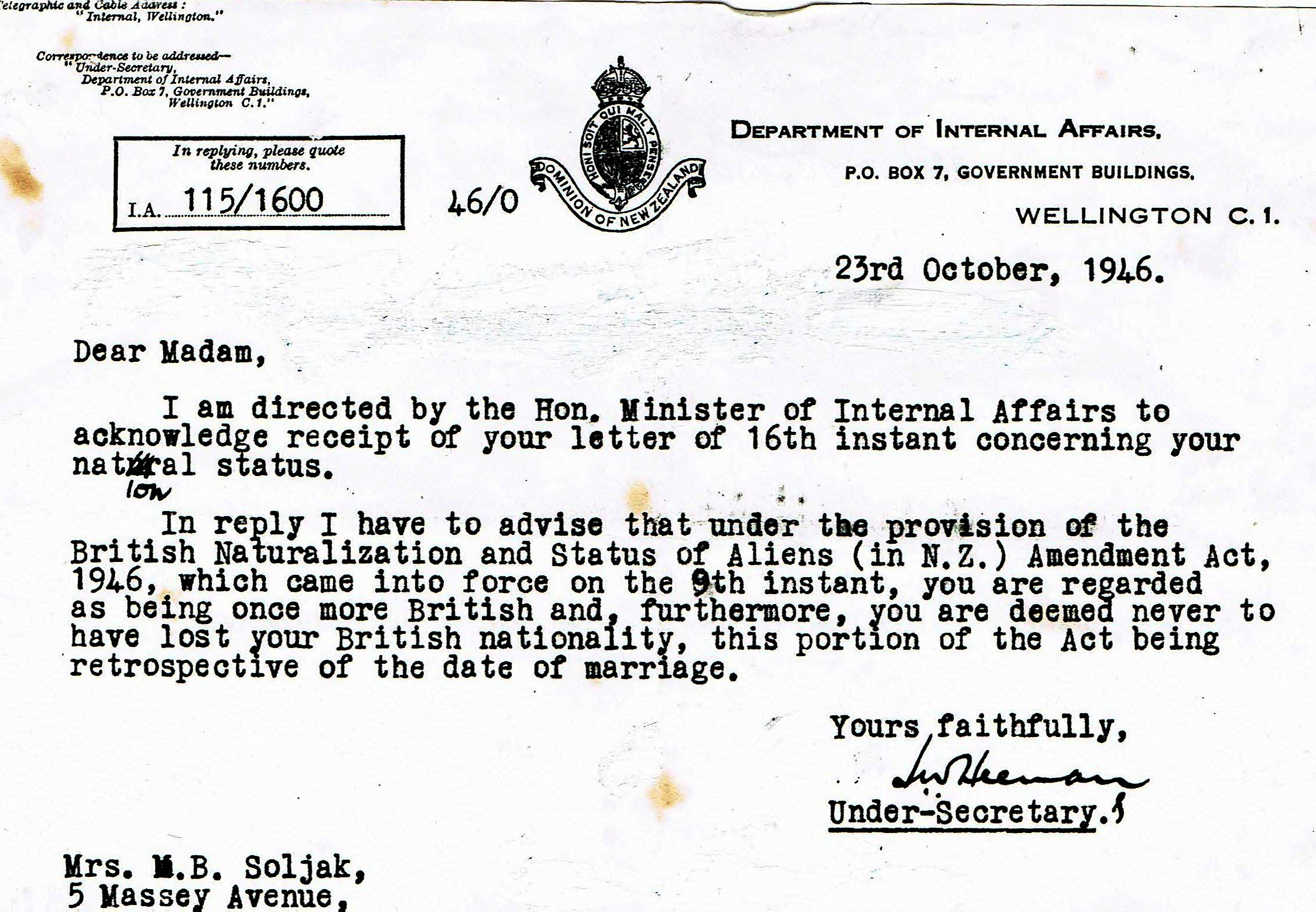
Carta del sotssecretari Heenan a Soljak, 1946

Soljak entrà en l'Associació Racionalista de Nova Zelanda al 1940 i al 1941 en formava part del comitè executiu. L'organització protestà pel tracte que el govern donava als objectors de consciència. Aquest any continuà la campanya contra la llei de nacionalitat, parlant en nom de la delegació del Moviment de Dones Unides davant el ministre de l'Interior: assenyalà que les dones havien de tenir la seua nacionalitat i que la llei també afectava la nacionalitat dels seus fills. Soljak continuà fent campanya durant la guerra en nom del Moviment de Dones Unides, i en fou la tresorera el 1944, i de la Lliga Internacional de Dones per la Pau i la Llibertat. Pressionà per un habitatge digne per a les famílies, perquè la majoria de les unitats disponibles s'havien donat als soldats; per a no permetre que la protecció als xiquets es perdés a causa de l'atenció a la guerra; i per la pau. Al final de la Segona Guerra Mundial, es retirà de la vida pública per a cuidar el seu fill Paul, ferit en la guerra. Vivien a Point Chevalier. El 1946, Miriam recuperà la nacionalitat, quan la llei de nacionalitat neozelandesa fou revisada i concedia la nacionalitat individual a les dones. En la carta del ministre de l'Interior, signada pel sotssecretari Joe Heenan, hi deia: "es considera que vosté mai no ha perdut la nacionalitat britànica". Finalment, es reincorporà al Partit Laborista i se li va concedir una insígnia d'or de servei pel seu treball durant molts anys.

## Defunció i llegat
Soljak va morir a Auckland el 28 de març del 1971. Se la recorda per la defensa de les dones treballadores i del poble maori, així com pels seus esforços durant dècades per a abordar la discriminació de sexe en les lleis de nacionalitat. Els documents de la família Soljak es conserven en l'Arxiu Dàlmata de les Biblioteques del Consell d'Auckland. El seu fill Philip esdevingué escriptor. El 2020, Soljak fou objecte d'una sèrie de pintures presentades en la Galeria d'Art de la Comunitat de Waiheke amb el títol de Signat sota protesta, i creades per la seua neta, Katy Soljak.